# Мама и тата се играју рата (1. сезона)
Прва сезона тв серије Мама и тата се играју рата премијерно је емитована од 17. октобра до 15. новембра 2020 године на каналу РТС 1 и састоји се од 10 епизода.

## Радња
Главни актери приче су супружници Вељко и Јадранка, чији брак након неколико година улази у озбиљну кризу. Вељко је глумац који још увек чека своју велику улогу, а Јадранка је архитекткиња која носи готово сву одговорност њиховог заједничког живота на својим леђима. Њихова драма настаје када Јадранка саопшти Вељку да жели да се разведе од њега.

## Епизоде
| Бр. еп. (укупно) | Бр. еп. (у сезони) | Наслов                           | Редитељ        | Сценариста                                                     | Премијера          |
| --- | ------------------ | -------------------------------- | -------------- | -------------------------------------------------------------- | ------------------ |
| 1 | 1                  | Свако има право на своје мишљење | Гордан Кичић   | Владимир Симић Марко Манојловић Гордан Кичић                   | 17. октобар 2020.  |
| Вељко је глумац који никако не може да се снађе у новим временима. Чека своју велику уметничку шансу која никако не долази. Његова супруга, Јадранка, архитектиња, преузима многе породичне обавезе на себе и свесна је да је њихов брак запао у кризу. Њих двоје имају ћерку, Виду, која има психолошки проблем, јер вербално не комуницира са околином. Јадранка инсистира да оду код психијатра. На том разговору Вељко негира постојање било каквих проблема у њиховом браку, а Јадранка се никако не слаже са његовом проценом ситуације.                          |                    |                                  |                |                                                                |                    |
| 2 | 2                  | Бежи, бежи то је увек најлепше   | Гордан Кичић   | Владимир Симић Марко Манојловић Гордан Кичић                   | 18. октобар 2020.  |
| Јадранка је одлучила да се разведе од Вељка. Она више не може да издржи његову незрелост и избегавање суочавања са реалним животним проблемима. Вељку ни на послу не иде најбоље. Чека на озбиљну улогу, али је принуђен да игра у рекламама које су пуно испод његових глумачких способности. Изнервиран због конфликта на снимању рекламе где га је колега ујео за руку, Вељко долази на породични ручак код Јадранкиних родитеља. Пред изненађеним родитељима Вељко саопшти да је његов заједнички живот са Јадранком завршен.                                       |                    |                                  |                |                                                                |                    |
| 3 | 3                  | Промене су најважније у животу   | Гордан Кичић   | Владимир Симић Марко Манојловић Гордан Кичић                   | 24. октобар 2020.  |
| Јадранка не жели да разговара са Вељком. Поднела је захтев за развод, а Вељко никако не може да се помири са таквим расплетом њиховог брака. Вељко је фрустриран и зато што је принуђен да глуми у представама за децу која га провоцирају док је на сцени. Сваки Вељков покушај да као глумац дође до задовољења уметничких порива завршава се неуспехом. Јадранка, с друге стране, мора хитно да заврши пројекат за власника њене фирме који је Данац. |                    |                                  |                |                                                                |                    |
| 4 | 4                  | Деда Мраз данас неће доћи        | Гордан Кичић   | Владимир Симић Марко Манојловић Гордан Кичић                   | 25. октобар 2020.  |
| Вељко је принуђен да глуми ирваса Рудија у представи за децу како би дошао до основних средстава за живот. Он заправо очајнички жели да добије улогу инспектора у крими телевизијској серији. Припрема се за ту улогу са пријатељем Ћуфтом, који такође има љубавних проблема са својом девојком, Иреном. Јадранка одлази код психотерапеута којем каже да њен брак са Вељком никако не може да опстане због његове себичности, али од психотерапеута не добија одговарајући савет.                                                                                     |                    |                                  |                |                                                                |                    |
| 5 | 5                  | Реална прича                     | Гордан Кичић   | Владимир Симић Марко Манојловић Гордан Кичић                   | 31. октобар 2020.  |
| Јадранка од својих родитеља тражи савет да ли да се разведе од Вељка. Отац јој каже да их није питала ни када се удавала и да би сада, када је у проблему, требало сама да доноси одлуке о свом животу. Вељков пријатељ Ћуфта не може да му помогне у припреми за кастинг, јер је пао у депресију због озбиљних проблема са својом девојком, Иреном. Ћуфта се посвађа са Вељком оптужујући га да је саможив и напусти дечију представу у којој игра Деда Мраза. У тој представи Вељко глуми ирваса Рудолфа који сам треба да изађе пред бучну децу.                     |                    |                                  |                |                                                                |                    |
| 6 | 6                  | Нисам ја такав човек             | Владимир Тагић | Maрко Манојловић Катарина Митровић Владимир Тагић Гордан Кичић | 1. новембар 2020.  |
| Вељко је одиграо главну улогу, инспектора, у телевизијској крими серији. Долази на премијеру прве епизоде те серије у биоскоп. У великој је треми и не може себе да гледа на великом платну. Испостави се да је серија изузетно примљена од стране публике и Вељку одмах након премијере понуде улогу у страној серији. Страни редитељ му каже да је серија у којој га је гледао веома лоша, али да је он, Вељко, изванредан потенцијал. Вељкова изненадна популарност привуче атрактивну девојку Даницу, која је у јавности пре свега позната као инстаграм звезда.    |                    |                                  |                |                                                                |                    |
| 7 | 7                  | Д Славз                          | Владимир Тагић | Катарина Митровић Марко Манојловић Владимир Тагић Гордан Кичић | 7. новембар 2020.  |
| Вељку је глумачка каријера кренула успешним током, али не и његовом пријатељу, Ћуфти, такође глумцу, који је избачен из стана због неплаћања кирије. Вељко пристаје да плати његове дугове. Ћуфта се пресели у кућу Вељковог оца у којој станује и Вељко након развода. Вељкова бивша супруга, Јадранка, сада живи са новим човеком - ветеринаром Дејаном. Код Јадранке је дошла њена мајка, Радмила, која јој каже да је одлучила да напусти свог супруга, Милутина, на којег се жали да је не примећује деценијама.                                                   |                    |                                  |                |                                                                |                    |
| 8 | 8                  | Морам нешто да ти кажем          | Владимир Тагић | Maрко Манојловић Катарина Митровић Владимир Тагић Гордан Кичић | 8. новембар 2020.  |
| Јадранка постаје безвољна и све теже јој падају обавезе које се односе на функционисање фирме у којој ради. Убрзо схвати да је остала у другом стању са својим новим партнером, ветеринаром Дејаном. Са Дејаном живи од када се растала са Вељком са којим и даље дели бригу око ћерке Виде. Вељку нуде улогу у наставку телевизијске крими серије у којој се он прославио играјући инспектора Хајдуковића. Он се налази пред тешко решивом дилемом како да се одлучи јер му, с друге стране, нуде улогу у великој страној серији коју би требало да снима на Камчатки. |                    |                                  |                |                                                                |                    |
| 9 | 9                  | Камчатка                         | Владимир Тагић | Maрко Манојловић Катарина Митровић Владимир Тагић Гордан Кичић | 14. новембар 2020. |
| Вељко и Јадранка су се развели. Након подршке коју му је Јадранка пружила кад је његовом оцу позлило, Јадранка и Вељко заврше у постељи. Том чињеницом је згрожена Јадранкина мајка, Радмила, која је напустила свог супруга, Милутина, и сада живи код ћерке. Радмила замера својој ћерки на обновљеној вези са Вељком, јер је на тај начин изневерила Дејана, ветеринара, који је нови Јадранкин емотивни партнер. Вељко дође на прославу петог рођендана своје ћерке Виде. За столом, на новом суочавању, су Јадранка, Дејан и Вељко.                                |                    |                                  |                |                                                                |                    |
| 10 | 10                 | Људски минимум                   | Владимир Тагић | Maрко Манојловић Катарина Митровић Владимир Тагић Гордан Кичић | 15. новембар 2020. |
| Вељко је дошао код своје бивше супруге, Јадранке. Она захтева од њега да саопшти њиховој заједничкој ћерки, да неће моћи да јој испуни дато обећање - да је води на Камчатку, на којој би Вељко требало да глуми у ТВ серији "Словени". Вељко схвати да се лоше понашао према својој околини. Оде код Дејана, новог Јадранкиног љубавног партнера, и каже му да она чека његово, Дејаново, дете. Пред емотивно оштећеним Вељком сада је велика дилема - да ли да оде на снимање ТВ серије на Камчатку или да остане у Београду и покуша да реши своје проблеме.         |                    |                                  |                |                                                                |                    |